# Museo de Arte Religioso del Cusco
El Museo de Arte Religioso del Palacio Arzobispal del Cusco alberga la muestra más completa de arte religioso virreinal de la conocida como Escuela Cusqueña, que se desarrolló principalmente durante los siglos XVII y XVIII.  
El museo se ubica en la sede de la Arquidiócesis del Cusco, el Palacio Arzobispal, en el corazón de la capital de los incas. En sus cimientos exteriores puede apreciarse la famosa Piedra de los doce ángulos, ícono de la arquitectura Inca de la ciudad del Cusco.  
El museo fue inaugurado el 24 de junio de 1969 por iniciativa del Arzobispo Monseñor Ricardo Durand Flórez, quién donó el Palacio Arzobispal como su sede, y de don José Orihuela Yabar, quién donó su colección de arte religioso virreinal al pueblo del Cusco. La colección del museo también se compone de lienzos, tallas y otros objetos donados por el Arzobispado del Cusco, entre las que destacan un retablo barroco dorado con pan de oro de 22 quilates proveniente de la Hacienda de Huaraypata, ubicada en el Valle Sur, propiedad del Seminario San Antonio Abad del Cusco. Así como también, los 12 lienzos que componen la serie del Corpus Christi, procedente de la parroquia de Santa Ana, y los 9 lienzos de la serie del Zodiaco del pintor indígena Diego Quispe Tito. Ambas series se incorporaron a la colección del museo en 1970.
El museo estuvo cerrado por casi dos años, entre finales de 2018 y durante todo el 2019, cuando atravesó un proceso de renovación arquitectónica y museográfica. El museo fue reabierto al público el 29 de febrero de 2020 con una nueva exhibición. En la actualidad el museo cuenta con ocho salas temáticas: Salón Dorado, Sala del Huerto, Sala del Libertador, Sala Orígenes, Sala del Corpus Christi, Capilla, Sacristía y Sala del Zodiaco. 